# Matteo Gigante
Matteo Gigante (Roma, 4 gennaio 2002) è un tennista italiano.
Ha vinto in singolare alcuni tornei Challenger e nel circuito maggiore ha raggiunto il terzo turno in un torneo del Grande Slam al Roland Garros 2025. Nel luglio 2025 ha raggiunto la 125ª posizione del ranking ATP in singolare, mentre in doppio non è andato oltre la 334ª del febbraio 2023.

## Carriera

### 2019-21: inizi tra i professionisti
Nel 2019 fa il suo esordio tra i professionisti nel circuito ITF. Nel 2020 gioca il primo torneo Challenger a Bergamo, dopo aver ricevuto una wild card.

### 2022: primo titolo ITF e scalata in classifica
Nel 2022 vince il suo primo titolo ITF a Sharm El Sheikh. Nel prosieguo della stagione raggiunge due semifinali Challenger. Inizia la stagione fuori dalla top 800 e a fine anno si trova tra i primi 250.

### 2023: primi due titoli Challenger e top 200
Nel 2023 vince il primo titolo Challenger a Tenerife come lucky loser, diventando così il sedicesimo giocatore a raggiungere questo traguardo. A luglio entra nella top 200 dopo la finale Challenger giocata a Milano. Ad agosto vince il suo secondo titolo Challenger a Cordenons.

### 2024: due titoli Challenger, top 150, debutto e prima vittoria in un Masters 1000
Raggiunge la 148ª posizione mondiale a marzo dopo i Challenger vinti al Nonthaburi III e al Tenerife II ed essersi ritirato in finale al Tenerife III. Supera le qualificazioni e debutta in un torneo ATP al Grand Prix Hassan II e si ritira durante il match contro il campione in carica e futuro finalista Roberto Carballés Baena.
Gigante debutta nel Masters di casa, a Roma, dopo aver ricevuto una wildcard per il tabellone principale e aver sconfitto il connazionale Giulio Zeppieri, ottenendo la sua prima vittoria ATP e anche la sua prima vittoria in Masters 1000.

### 2025: terzo turno al Roland Garros e 125º nel ranking
Fa il suo debutto in un torneo del Grande Slam all'Australian Open dopo essersi qualificato al tabellone principale, perdendo poi contro Ugo Humbert al primo turno. Supera le qualificazione anche a Indian WElls5 e, al debutto nel tabellone principale del torneo, sconfigge Sebastian Baez, ottenendo così la sua seconda vittoria nel circuito ATP e in un Masters 1000, nonché la prima sul cemento. Dopo aver vinto il Challenger di Roma, riceve di nuovo una wildcard per il tabellone principale degli Internazionali d'Italia 2025 e supera al primo turno Arthur Rinderknech.
Al Roland Garros supera le qualificazioni e si spinge fino al terzo turno battendo Benjamin Hassan e il top 20 Stefanos Tsitsipas, per poi cedere a Ben Shelton. Porta il miglior ranking alla 127ª posizione dopo la semifinale raggiunta al Challenger 125 del San Marino Open.

## Statistiche

### Tornei minori

#### Singolare

##### Vittorie (6)
| Legenda tornei minori     |
| Challenger (5)            |
| ITF World Tennis Tour (1) |

| Nº | Data             | Torneo                                                        | Superficie  | Avversario in finale   | Punteggio     |
| 1. | 6 marzo 2023     | M15 Sharm el-Sheikh                                           | Cemento     | Samuel Vincent Ruggeri | 6–2, 6–2      |
| 2. | 12 febbraio 2023 | Tenerife Challenger, Tenerife                                 | Cemento     | Stefano Travaglia      | 6–3, 6–2      |
| 3. | 13 agosto 2023   | Internazionali di Tennis del Friuli Venezia Giulia, Cordenons | Terra rossa | Lukas Neumayer         | 6–0, 6–2      |
| 4. | 21 gennaio 2024  | Nonthaburi Challenger, Thailandia                             | Cemento     | Hong Seong-chan        | 6–4, 6–1      |
| 5. | 25 febbraio 2024 | Tenerife Challenger, Tenerife                                 | Cemento     | Stefano Travaglia      | 6–2, 6–4      |
| 6. | 26 aprile 2025   | Roma Open, Roma                                               | Terra rossa | Vilius Gaubas          | 6–2, 3–6, 6–4 |

##### Finali perse (4)
| Legenda tornei minori     |
| Challenger (3)            |
| ITF World Tennis Tour (1) |

| N. | Data             | Torneo                        | Superficie  | Avversario in finale | Punteggio     |
| 1. | 13 febbraio 2022 | M15 Sharm el-Sheikh           | Cemento     | Nicholas David Ionel | 3–6, 6–4, 1–6 |
| 2. | 9 luglio 2023    | Milano ATP Challenger, Milano | Terra rossa | Facundo Díaz Acosta  | 3–6, 3–6      |
| 3. | 3 marzo 2024     | Tenerife Challenger, Tenerife | Cemento     | Michail Kukuškin     | 2–6, 0–2 rit. |
| 4. | 30 agosto 2024   | Rafa Nadal Open, Manacor      | Cemento     | Duje Ajduković       | 6–4, 3–6, 4–6 |

#### Doppio

##### Finali perse (5)
| Legenda tornei minori     |
| Challenger (3)            |
| ITF World Tennis Tour (2) |

| Nº | Data             | Torneo                                   | Superficie  | Compagno             | Avversari in finale                   | Punteggio        |
| 1. | 13 febbraio 2022 | M15 Sharm el-Sheikh                      | Cemento     | Marco Miceli         | Mattia Bellucci Federico Iannaccone   | 2–6, 2–6         |
| 2. | 10 aprile 2022   | Sanremo Challenger, Sanremo              | Terra rossa | Flavio Cobolli       | Geoffrey Blancaneaux Alexandre Müller | 6–4, 3–6, [9–11] |
| 3. | 17 aprile 2022   | M25 Santa Margherita di Pula             | Terra rossa | Francesco Maestrelli | Omar Giacalone Alexander Weis         | 1–6, 6–3, [6–10] |
| 4. | 29 maggio 2022   | Internazionali Città di Vicenza, Vicenza | Terra rossa | Francesco Passaro    | Francisco Comesaña Luciano Darderi    | 3–6, 6–7(4–7)    |
| 5. | 5 febbraio 2023  | Tenerife Challenger, Tenerife            | Terra rossa | Francesco Passaro    | Christian Harrison Shintarō Mochizuki | 4–6, 3–6         |